# Stare Polanki
Stare Polanki – polana na wschodnim grzbiecie Gorca w Gorcach. Znajduje się na wypłaszczeniu grzbietu między Wierchem Bystrzańcem a szczytem Tokarka. Są tutaj dwie polany; po północnej stronie drogi i szlaku turystycznego Stare Polanki, po południowej, na zboczu opadającym do doliny potoku Młynne jest polana Tokarka.
Ze szlaku turystycznego wiodącego drogą między polanami Tokarka i Stare Polanki w kierunku północnym rozciąga się widok na dolinę Potoku Zasadnego i wznoszące się nad nią szczyty Kiczory Kamienickiej i Wielkiego Wierchu, na południe na dolinę Młynnego i Strzelowskie.
Przez Tokarkę prowadzi szlak turystyki pieszej, narciarskiej i rowerowej. W 2015 r. od przełęczy Wierchmłynne gmina Ochotnica Dolna wykonała na Gorc drogę o szerokości 3 m. Niezbędna była do transportu materiałów do budowy wieży widokowej na Gorcu, a ma służyć także rowerzystom i narciarzom.
Polana to łąka znajdująca się w obrębie miejscowości Zasadne w województwie małopolskim, w powiecie limanowskim, w gminie Kamienica.

## Szlaki turystyczne
przełęcz Wierchmłynne – Wierch Lelonek – Tokarka – Wierch Bystrzaniec – Gorc. Długość 3,6 km.